# Hiallelgon jeanneli
Hiallelgon jeanneli là một loài chân đều trong họ Eubelidae. Loài này được Paulian de Felice miêu tả khoa học năm 1945.